# Jauchzet Gott in allen Landen
Jauchzet Gott in allen Landen! (Exaltez Dieu en toutes les contrées !) (BWV 51), est une cantate pour soprano de Jean-Sébastien Bach. Elle a été composée en 1730.

## Histoire et livret
Il s'agit de l'une des quatre seules cantates sacrées que Bach a composées pour une soprano (si l'on exclut l'arrangement de la cantate pour basse solo et hautbois (BWV 82) et celle pour flûte et soprano BWV 82a) sans autre soliste, les autres étant Falsche Welt, dir trau ich nicht, (BWV 52), Ich bin vergnügt mit meinem Glücke, (BWV 84), et Mein Herze schwimmt im Blut, (BWV 199). Il existe cependant plusieurs cantates profanes pour soprano solo (Weichet nur, betrübte Schatten (BWV 202), Ich bin in mir vergnügt (BWV 204), Non sa che sia dolore (BWV 209) et O holder Tag, erwünschte Zeit, (BWV 210). Le manuscrit de Bach indique qu'elle fut composée pour le quinzième dimanche après la Trinité qui tombait le 17 septembre en cette année 1730. Pour cette destination liturgique, deux autres cantates ont franchi le seuil de la postérité : les BWV 99 et 138. L'indication « et in ogni tempo » (et pour tous les temps) suggère un caractère universel de l’œuvre car le texte n'est pas particulièrement associé aux lectures de ce dimanche.
Les lectures prescrites pour ce dimanche étaient Gal. 5 : 25–6:10, l'admonition de Paul l'apôtre à « marcher dans l'Esprit » et Luc 6: 23–34, l’exhortation du sermon sur la montagne de ne pas se soucier des besoins matériels mais de rechercher d'abord le royaume de Dieu.
L'auteur des textes des premier et troisième mouvements est inconnu. Il se peut que ce soit Bach lui-même.

## Structure et instrumentation
La cantate est écrite pour soprano solo, trompette solo (mouvements 1 et 5), deux parties de violon, une partie d'alto et basse continue.
Il y a quatre mouvements, sauf si l'on considère l'Alleluja final comme un mouvement autonome :
1. aria : Jauchzet Gott in allen Landen (do majeur). Une aria da capo pour l'ensemble, la soprano étant traitée comme un instrument solo dans une pièce concertante.
2. récitatif : Wir beten zu dem Tempel an (la mineur). Cette partie est indiquée « récitatif » sur la partition mais la nature mélismatique de la partie vocale est telle qu'elle pourrait facilement être appelée un arioso avec accompagnement des cordes. Le texte est issu des psaumes 26 and 138.
3. aria : Höchster, mache deine Güte (la mineur). Une sicilienne, accompagnée du seul continuo.
4. choral : Sei Lob und Preis mit Ehren (do majeur). Fantaisie sur la quinzième strophe du choral Nun lob, mein Seel, den Herren de Johann Gramann autour de laquelle deux violons (solo) tissent un joyeux contrepoint. Bach avait utilisé la même strophe dans un arrangement différent pour clore sa cantate Wir danken dir, Gott, wir danken dir, (BWV 29), jouée par les cordes et le continuo, tandis que la soprano chante le cantus firmus du choral.

Le mouvement s'enchaîne avec une aria « Alleluja » fugato en do majeur dans lequel revient la trompette, terminant ainsi la cantate sur une note particulièrement festive.

## Musique
Tant la partie de soprano, qui couvre deux octaves et demande un do élevé dans les premier et dernier mouvements et la partie de trompette solo, qui échange parfois les lignes mélodiques avec la soprano sur un pied d'égalité, sont extrêmement virtuoses. On s'est interrogé sur l'identité de la chanteuse pour laquelle Bach écrivit la cantate et pour quelle fin exactement elle avait été composée. Les femmes ne chantaient pas à l'église à l'époque de Bach mais la partie est considérée comme trop compliquée pour être tenue par la plupart des garçons soprano (on parle néanmoins de Christoph Nichelmann, alors âgé de 13 ans et qui venait d'entrer à l'école Saint-Thomas). Il y a eu quelques tentatives contemporaines par des ensembles de musique ancienne d'utiliser un garçon soprano soliste mais la partie est presque invariablement attribuée à une chanteuse adulte, parfois un haute-contre. Aucune conclusion définitive n'a été arrêtée sur la question. La partie de trompette a probablement été écrite pour Gottfried Reiche (de), le principal trompettiste de Bach à Leipzig.
Il existe de cette cantate une version du fils ainé de Bach, Wilhelm Friedemann, qui a ajouté une deuxième trompette et des timbales.